# Evelyne Axell
Evelyne Axell, född 16 augusti 1935 i Namur, död 10 september 1972 i Gent, var en belgisk popkonstnär. Hon är mest känd för sina psykedeliska och ofta erotiskt färgade målningar på plexiglas.

## Biografi
Evelyne Axell föddes i Namur i Belgien. När hon var arton år gammal började hon att studera till keramiker men hon hoppade av och började istället på scenskolan vid konservatoriet i Bryssel. Efter att en period ha varit programpresentatör i den nystartade belgiska televisionen och medverkat i ett antal dokumentärfilmer flyttade hon till Paris och inledde en skådespelarkarriär.
Trots framgångarna bestämde hon sig 1963 för att ägna sig åt måleri. Axell fann en mentor i den surrealistiske konstnären René Magritte och blev en av hans mycket få elever. Under ett års tid tog hon lektioner i oljemålning. Vid den här tiden reste hennes man, Jean Antoine, till London för att göra dokumentärfilmer om popkonst och neorealism. Axell följde med och blev inspirerad av mötena med bland andra Patrick Caulfield, Pauline Boty och Peter Blake.
Så småningom började hon att experimentera med nya material för sina målningar, bland annat billack på plexiglas, en teknik som blev utmärkande för hennes stil och som visades för första gången på Galerie Contour i Bryssel hösten 1967.
Detta var också tiden för ungdomsrevolterna, kvinnans frigörelse och den sexuella revolutionen. Hennes verk fick en tydligt feministisk prägel och blev alltmer erotiska och sensuella. Typiska för hennes konst från den här tiden är Ice cream och Axell-ération. Nu hade hon också börjat använda sig av sitt efternamn som artistnamn, ”Axell”, istället för Evelyne Axell.
Intresset för hennes konst ökade såväl nationellt som internationellt och hon ställde ut allt oftare. Hennes Erotomobiles gav henne ett hedersomnämnande av Jeune Peinture Belge. Hon hade separatutställning på Palais des Beaux Arts i Bryssel och planerade en utställning i Mexiko. Evelyne Axell omkom i en bilolycka i september 1972. Hennes sista verk blev L’Herbe Folle.